# نيستوريو
نيستوريون (Νεστόριον) هي مدينة في كاستوريا في مقاطعة فوريا إلادا في اليونان.